# رودريغو إيشيفيريا
رودريغو إيشيفيريا (بالإسبانية: Rodrigo Echeverría)‏ هو لاعب كرة قدم تشيلي، ولد في 17 أبريل 1995 في سانتياغو في تشيلي. شارك مع منتخب تشيلي تحت 20 سنة لكرة القدم. أما مع النوادي، فقد لعب مع نادي أونيفرسيداد دي تشيلي.

## وصلات خارجية
- رودريغو إيشيفيريا على موقع قاعدة بيانات كرة القدم.إي يو (الإنجليزية)
- رودريغو إيشيفيريا على موقع ناشيونال فوتبول تيمز (الإنجليزية)
- رودريغو إيشيفيريا على موقع Soccerway.com (الإنجليزية)
- رودريغو إيشيفيريا على موقع AS.com (الإسبانية)